# Bulbophyllum dayanum
Bulbophyllum dayanum är en orkidéart som beskrevs av Heinrich Gustav Reichenbach. Bulbophyllum dayanum ingår i släktet Bulbophyllum och familjen orkidéer. Inga underarter finns listade i Catalogue of Life.

## Bildgalleri

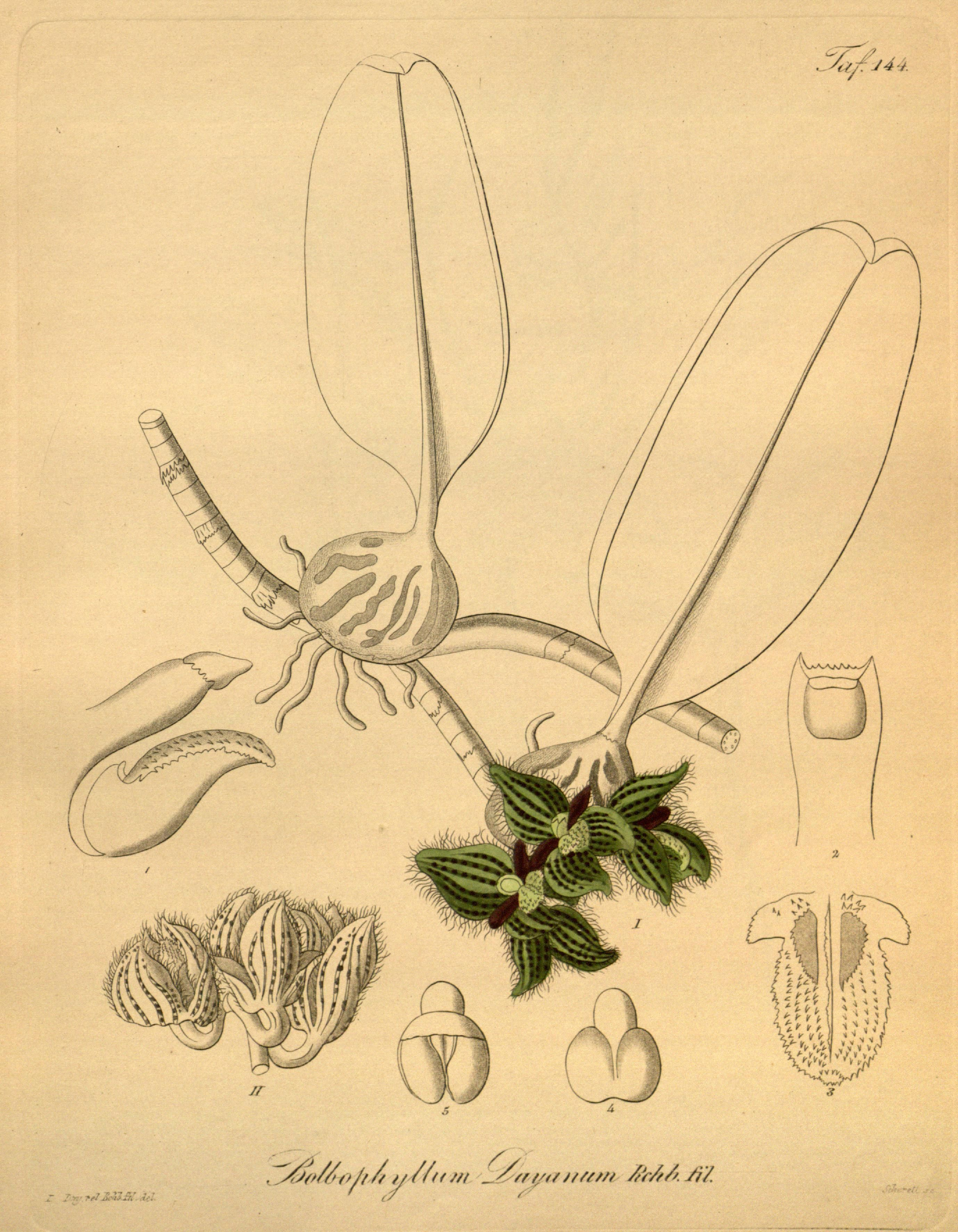